# Urgleptes prolixus
Urgleptes prolixus es una especie de escarabajo longicornio del género Urgleptes, tribu Acanthocinini, subfamilia Lamiinae. Fue descrita científicamente por Melzer en 1931.
La especie se mantiene activa durante el mes de noviembre.

## Descripción
Mide 4,5-6,5 milímetros de longitud.

## Distribución
Se distribuye por Brasil y Guayana Francesa.